# Дамм, Мартин
Мартин Дамм (чеш. Martin Damm; род. 1 августа 1972, Либерец, ЧССР) — чешский профессиональный теннисист, победитель Открытого чемпионата США 2006 года в мужском парном разряде.

## Общая информация
Жену зовут Михаэла. У пары есть два сына: Максимилиан и Мартин (как и отец стал теннисистом), и дочь — Лаура Мишель.

## Спортивная карьера

### Начало карьеры
Мартин Дамм трижды побеждал на юниорском чемпионате Европы в возрастных категориях до 12, 14 и 16 лет. В 1989 году он дошёл до финала Открытого чемпионата США среди юношей в парном разряде с Яном Кодешем-младшим. В августе того же года он провёл свои первые матчи в профессиональных турнирах, а в октябре 1990 года в Бресте (Франция) выиграл свой первый турнир серии «челленджер» в паре с Гиртсом Дзелде (СССР). В 1991 году в Варшаве ему удалось повторить этот успех в одиночном разряде, а в парах он выиграл два «челленджера» и дошёл до полуфинала на турнире АТР в Умаге.
В 1992 году Дамм победил на двух «челленджерах» в одиночном разряде и на двух в парах и закончил сезон в сотне сильнейших в обоих разрядах. На следующий год в парном разряде Дамму удался рывок: он сначала дошёл до финала на турнире АТР в Копенгагене, потом выиграл свои первые турниры АТР в Сарагосе и Мюнхене, а в августе с Карелом Новачеком пробился в финал Открытого чемпионата США, на этот раз уже среди взрослых. Это позволило ему войти в число 50 лучших теннисистов мира в парном разряде. В одиночном разряде его успехи были более скромными: он выиграл один «челленджер», дошёл до полуфинала в одном турнире АТР и впервые выступил за национальную сборную в Кубке Дэвиса в матче с датчанами.

### 1994—1998
1994 год Дамм начал с выхода в четвёртый круг Открытого чемпионата Австралии в одиночном разряде, в первом круге одержав свою первую победу над игроком из первой десятки рейтинга, Седриком Пьолином. В парном разряде с Новачеком он дошёл до полуфинала в этом турнире, победив по ходу две посеянных пары и проиграв только будущим победителям Хархёйсу и Элтингу. До конца года он с разными партнёрами шесть раз доходил до финала турниров АТР и три из них выиграл. После победы в Осаке в марте он впервые вошёл в число двадцати сильнейших игроков в парном разряде. Он также выступил за сборную в командном Кубке мира, где его партнёром был Петр Корда, но они проиграли все три своих матча. В августе Дамм и Новачек дошли до четвертьфинала Открытого чемпионата США, не сумев повторить прошлогодний успех, и это временно отбросило Дамма за пределы первой двадцатки.
В феврале и марте 1995 года Дамм выиграл два турнира в паре с Андерсом Ярридом, но дальше сезон у него не заладился, и к концу года он выбыл из числа 50 лучших парных игроков. В одиночном разряде после удачных выступлений в Штутгарте и Роттердаме (соответственно, полу- и четвертьфинал, причём в Штутгарте после победы над седьмой ракеткой мира Альберто Берасатеги) он, напротив, впервые вошёл в топ-50, но закрепиться там не сумел.
В апреле 1996 года в Сеуле, занимая 92 строчку в рейтинге, Дамм впервые в карьере вышел в финал турнира АТР в одиночном разряде, а в августе и октябре повторил этот результат в Лонг-Айленде и Пекине, снова подобравшись вплотную к списку пятидесяти сильнейших. В Пекине он победил вторую ракетку мира, Майкла Чанга, а затем в Остраве — Бориса Беккера, шестого в рейтинге. В парном разряде он также трижды играл в финалах турниров и один из них, в Пекине, выиграл. Также он с Джимом Грэббом дошёл до четвертьфинала Открытого чемпионата Австралии, нанеся по пути поражение посеянным вторыми Хархёйсу и Элтингу. В течение сезона он балансировал на грани топ-50, то входя в неё, то вылетая снова.
В 1997 году Дамм вышел в финал турнира АТР в Копенгагене, а к середине августа поднялся до высшей в карьере 42-й позиции в рейтинге в одиночном разряде. В парах он дошёл до четвертьфинала на Открытом чемпионате Австралии (с Андреем Ольховским и до полуфинала на Уимблдоне (с Павелом Визнером). Он также выиграл за год три турнира, снова сумев войти в двадцатку сильнейших. За 1998 год Дамм также выиграл три турнира в парах, в том числе турнир «супердевятки» АТР в Торонто, где они с Грэббом переиграли две из ведущих пар мира. Несмотря на пропуск части грунтового и травяного сезона, он сумел сохранить за собой место в районе первой двадцатки в рейтинге. В Хертогенбосе он в последний раз за карьеру дошёл до финала турнира АТР в одиночном разряде, закончив седьмой сезон подряд в сотне сильнейших. В этом сезоне на его счету также была победа над игроком из первой десятки: в Остраве он переиграл Евгения Кафельникова.

### 1999—2004
В начале 1999 года Дамм вышел в третий круг на Открытом чемпионате Австралии, победив в первом круге Альберта Косту, входившего в число 16 посеянных на турнире, однако большую часть года провёл в «челленджерах», откатившись к концу сезона за пределы первой сотни рейтинга. Такое совмещение выступлений в «челленджерах» и турнирах АТР сказалось и на его игре в парах: за год он выиграл только один турнир АТР и завершил год за пределами топ-50. Наиболее значительным его успехом в турнирах Большого шлема стал выход в четвертьфинал Уимблдона в смешанном парном разряде с Барбарой Риттнер. Реабилитироваться ему удалось в следующем году, выиграв три турнира АТР, в том числе и Открытый чемпионат Италии, турнир категории АТР Мастерс. В ещё одном турнире АТР Мастерс, в Майами, он дошёл до финала, а год закончил среди двадцати лучших в парном разряде. В одиночном разряде он ещё раз вернулся в первую сотню рейтинга, дважды дойдя до полуфинала на турнирах АТР в Ченнае и Хертогенбосе и до третьего круга на Уимблдоне, где он победил девятую ракетку мира Марата Сафина.
В 2001 году Дамм начал сокращать объём выступлений в одиночном разряде, сосредоточившись на выступлениях в парах, где он выиграл два турнира и ещё дважды дойдя до финала, в том числе на турнире высшей категории в Цинциннати. С апреля 2002 года его постоянным партнёром стал Цирил Сук, с которым они выиграли три турнира за год и дошли до четвертьфинала на Открытом чемпионате Франции и на Уимблдонском турнире. Он также побывал в четвертьфинале Открытого чемпионата Австралии с Давидом Приносилом и дошёл до финала ещё одного турнира АТР с Давидом Риклом. После успеха на Ролан Гаррос Дамм вошёл в первую десятку в рейтинге теннисистов в парном разряде. Он также фактически завершил выступления в одиночном разряде, свою последнюю игру проведя в мае в Праге.
За 2003 год Дамм и Сук выиграли три турнира и ещё дважды играли в финалах. На Уимблдоне и Открытом чемпионате США они дошли до четвертьфинала; до четвертьфинала или полуфинала они дошли также на восьми из девяти турниров АТР Мастерс и завоевали право на выступление в Кубке Мастерс, итоговом турнире года, где, однако, проиграли все три встречи на групповом этапе. На следующий год успешное сотрудничество с Суком продолжалось: они опять выиграли три турнира и ещё дважды дошли до финалов, опять обеспечив себе место в Кубке Мастерс, где снова проиграли все три матча в группе. В этом году Дамм впервые участвовал в Олимпийском турнире, но дошёл только до второго круга.

### 2005—2007
С начала 2005 года Дамм опят выступал с разными партнёрами: Джаредом Палмером и Радеком Штепанеком в начале сезона, затем с Мариано Худом и, наконец, с Махешем Бхупати. Со Штепанеком он выиграл два турнира, с аргентинцем Худом дошёл до четвертьфинала Открытого чемпионата Франции. Несмотря на постоянную смену партнёров, большую часть года ему удавалось удерживаться в числе двадцати лучших, откуда он выбыл только в самом конце сезона.
С января 2006 года его постоянным партнёром стал Леандер Паес. С ним Дамм сначала в первый раз с 1997 года дошёл до финала турнира Большого шлема на Открытом чемпионате Австралии, где в четвертьфинале они победили посеянных вторыми Бьоркмана и Мирного и лишь в финале уступили фаворитам, Бобу и Майку Брайанам. Затем они выиграли три турнира, включая Открытый чемпионат США. К моменту завоевания этого титула Дамму было уже 34 года. На Открытом чемпионате США он дошёл также до финала в смешанном парном разряде с Кветой Пешке. По пути в финал на их пути оказалась только одна посеянная пара, Елена Лиховцева и Даниэль Нестор, которых они победили уже в первом круге. В финале они проиграли Мартине Навратиловой и Бобу Брайану. Дамм и Паес по итогам сезона пробились в Кубок Мастерс, где сумели выйти в полуфинал, хотя одержали только одну победу в группе. Дамм в первый и последний раз в карьере завершил сезон в десятке сильнейших.
| Этап       | Мужской парный разряд с Леандером Паесом | Мужской парный разряд с Леандером Паесом | Смешанный парный разряд с Кветой Пешке   | Смешанный парный разряд с Кветой Пешке |
| Этап       | Соперники                                | Счёт                                     | Соперники                                | Счёт                                   |
| ---------- | ---------------------------------------- | ---------------------------------------- | ---------------------------------------- | -------------------------------------- |
| 1 круг     | Робин Вик Петр Пала                      | 6-1, 6-2                                 | -                                        | -                                      |
| 2(1) круг  | Александр Пейя Бьорн Фау                 | 6-3, 7-6(4)                              | Елена Лиховцева Даниэль Нестор           | 7-5, 7-5                               |
| 3(2) круг  | Яркко Ниеминен Грейдон Оливер            | 6-4, 6-2                                 | Вирхиния Руано-Паскуаль Мартин Гарсия    | 6-3, 7-5                               |
| 1/4 финала | Леош Фридл Михаил Южный                  | 6-4, 4-6, 6-1                            | Анабель Медина-Гарригес Себастьян Прието | 6-4, 6-2                               |
| 1/2 финала | Кевин Ульетт Пол Хенли                   | 6-7(1), 7-6(7), 7-5                      | Николь Пратт Пол Хенли                   | 6-4, 6-1                               |
| Финал      | Юнас Бьоркман Максим Мирный              | 6-7(5), 6-4, 6-3                         | Мартина Навратилова Боб Брайан           | 2-6, 3-6                               |

Весь следующий сезон Дамм тоже провёл с Паесом. Они побывали в пяти финалах и два из них выиграли, в том числе турнир АТР Мастерс в Индиан-Уэллсе. В итоге они второй год подряд вышли в Кубок Мастерс, где снова пробились в полуфинал, на этот раз одержав на групповом этапе две победы. В этом году со сборной Чехии, где его партнёром был Иржи Новак, Дамм вышел в финал командного Кубка мира — его высшее достижение в командных турнирах.

### 2008—2010
В 2008 году Дамм, расставшийся с Паесом, весь сезон выступал с Павелом Визнером. Их лучшими результатами были победа в Марселе, финал в Дубае и четвертьфинал Открытого чемпионата Австралии, причём всё это пришлось на первые три месяца года. После марта они не сумели ни разу дойти до полуфинала на турнирах любых категорий; на Олимпиаде в Пекине они выбыли из борьбы уже во втором круге. На Открытом чемпионате Австралии Дамм дошёл до четвертьфинала также в миксте с Кветой Пешке, проиграв на этом этапе будущим финалистам, Сане Мирзе и Паесу.
Более удачным оказался сезон 2009 года, который Дамм провёл со шведом Робертом Линдстедтом. Вместе они побывали в пяти финалах и три из них сумели выиграть. С начала 2010 года Дамм выступал с Филипом Полашеком, с которым вышел в финал в Халле за два месяца до своего 38-го дня рождения, а также до полуфиналов в Загребе и Акапулько. После Уимблдонского турнира он принял участие в профессиональной лиге World TeamTennis, где выступал за команду Springfield Lasers как в одиночном, так и в парном разряде (с Риком де Вустом) и был признан лучшим игроком регулярного сезона.
По окончании сезона-2010 Мартин завершил активную карьеру, чтобы заняться тренерской работой. Тем не менее, в 2011 году чех сыграл на трёх из четырёх турниров Большого шлема в парных разрядах (лучшее достижение — третий круг Уимблдона в миксте с Ренатой Ворачовой). В этом же году он был приглашён в качестве помощника главного тренера в команду WTT Springfield Lasers..

## Рейтинг на конец года
| Год  | Одиночный рейтинг | Парный рейтинг |
| 2010 |                   | 72             |
| 2009 |                   | 29             |
| 2008 |                   | 30             |
| 2007 |                   | 12             |
| 2006 |                   | 9              |
| 2005 |                   | 21             |
| 2004 |                   | 17             |
| 2003 |                   | 15             |
| 2002 | 564               | 12             |
| 2001 | 396               | 36             |
| 2000 | 78                | 21             |
| 1999 | 104               | 55             |
| 1998 | 76                | 22             |
| 1997 | 61                | 20             |
| 1996 | 50                | 38             |
| 1995 | 59                | 64             |
| 1994 | 100               | 17             |
| 1993 | 80                | 46             |
| 1992 | 91                | 94             |
| 1991 | 147               | 103            |
| 1990 | 317               | 238            |
| 1989 | 722               | 1009           |

## Выступления на турнирах

### Финалы турнировATPв одиночном разряде (5)

#### Поражения (5)
| Легенда                                        |
| ---------------------------------------------- |
| Большой шлем (0+1*)                            |
| ATP Super 9 / ATP Мастерс (0+4)                |
| ATP Gold / ATP 500 (0+9)                       |
| ATP World / ATP International / ATP 250 (0+26) |

| Титулы по покрытиям | Титулы по месту проведения матчей турнира |
| ------------------- | ----------------------------------------- |
| Хард (0+21*)        | Зал (0+17)                                |
| Грунт (0+5)         | Зал (0+17)                                |
| Трава (0+5)         | Открытый воздух (0+23)                    |
| Ковёр (0+9)         | Открытый воздух (0+23)                    |

* количество побед в одиночном разряде + количество побед в парном разряде.
| №  | Дата            | Турнир                  | Покрытие | Соперник в финале | Счёт        |
| 1. | 28 апреля 1996  | Сеул, Южная Корея       | Хард     | Байрон Блэк       | 6-7(3) 3-6  |
| 2. | 25 августа 1996 | Лонг-Айленд, США        | Хард     | Андрей Медведев   | 5-7 3-6     |
| 3. | 13 октября 1996 | Пекин, Китай            | Ковёр(i) | Грег Руседски     | 6-7(5) 4-6  |
| 4. | 16 марта 1997   | Копенгаген, Дания       | Ковёр(i) | Томас Юханссон    | 4-6 6-3 2-6 |
| 5. | 21 июня 1998    | Хертогенбос, Нидерланды | Трава    | Патрик Рафтер     | 6-7(2) 2-6  |

### Финалы челленджеров и фьючерсов в одиночном разряде (14)

#### Победы (6)
| Условные обозначения |
| Челленджеры (5+7*)   |
| Фьючерсы (1+3)       |

| Титулы по покрытиям | Титулы по месту проведения матчей турнира |
| ------------------- | ----------------------------------------- |
| Хард (1+4*)         | Зал (5+5)                                 |
| Грунт (1+3)         | Зал (5+5)                                 |
| Трава (0)           | Открытый воздух (1+5)                     |
| Ковёр (4+3)         | Открытый воздух (1+5)                     |

* количество побед в одиночном разряде + количество побед в парном разряде.
| №  | Дата            | Турнир             | Покрытие | Соперник в финале | Счёт        |
| 1. | 10 февраля 1991 | Люнебург, Германия | Ковёр(i) | Арне Томс         | 6-3 6-4     |
| 2. | 28 июля 1991    | Варшава, Польша    | Грунт    | Давид Рикл        | 3-6 7-5 6-4 |
| 3. | 11 октября 1992 | Дублин, Ирландия   | Ковёр(i) | Арне Томс         | 6-3 6-2     |
| 4. | 8 ноября 1992   | Ахен, Германия     | Ковёр(i) | Бретт Стивен      | 6-4 7-6     |
| 5. | 31 октября 1993 | Мюнхен, Германия   | Ковёр(i) | Себастьян Ларо    | 6-3 6-1     |
| 6. | 20 февраля 2000 | Вроцлав, Польша    | Хард(i)  | Джанлука Поцци    | 4-6 6-4 6-3 |

#### Поражения (8)
| №  | Дата            | Турнир                     | Покрытие | Соперник в финале | Счёт        |
| 1. | 24 февраля 1991 | Люнебург, Германия         | Ковёр(i) | Карстен Браш      | 6-1 3-6 3-6 |
| 2. | 8 ноября 1992   | Хайльбронн, Германия       | Ковёр(i) | Давид Приносил    | 3-6 6-7     |
| 3. | 5 июня 1994     | Анненхейм, Австрия         | Трава    | Диего Наргисо     | 4-6 2-6     |
| 4. | 8 января 1995   | Веллингтон, Новая Зеландия | Хард     | Бретт Стивен      | 3-6 3-6     |
| 5. | 11 июня 1995    | Анненхейм, Австрия         | Трава    | Хенрик Хольм      | 2-6 3-6     |
| 6. | 5 ноября 1995   | Ахен, Германия             | Ковёр(i) | Йорн Ренценбринк  | 7-5 3-6 4-6 |
| 7. | 6 июня 1999     | Сербитон, Великобритания   | Трава    | Саргис Саргсян    | 6-7(9) 5-7  |
| 8. | 5 декабря 1999  | Нюмбрехт, Германия         | Ковёр(i) | Жорж Бастль       | 6-7(4) 3-6  |

### Финалы турниров Большого шлема в парном разряде (3)

#### Победа (1)
| №  | Год  | Турнир                 | Покрытие | Партнёр      | Соперники в финале           | Счёт           |
| 1. | 2006 | Открытый чемпионат США | Хард     | Леандер Паес | Йонас Бьоркман Максим Мирный | 6-7(5) 6-4 6-3 |

#### Поражения (2)
| №  | Год  | Турнир                       | Покрытие | Партнёр       | Соперники в финале     | Счёт           |
| 1. | 1993 | Открытый чемпионат США       | Хард     | Карел Новачек | Рик Лич Кен Флэк       | 7-6(3) 4-6 2-6 |
| 2. | 2006 | Открытый чемпионат Австралии | Хард     | Леандер Паес  | Боб Брайан Майк Брайан | 6-4 3-6 4-6    |

### Финалы турниров ATP в парном разряде (63)

#### Победы (40)
| №   | Дата             | Турнир                      | Покрытие | Партнёр           | Соперники в финале                   | Счёт              |
| 1.  | 21 марта 1993    | Сарагоса, Испания           | Ковёр(i) | Карел Новачек     | Майк Бауэр Давид Рикл                | 2-6 6-4 7-5       |
| 2.  | 2 мая 1993       | Мюнхен, Германия            | Грунт    | Хенрик Хольм      | Карел Новачек Карл-Уве Штееб         | 6-0 3-6 7-5       |
| 3.  | 6 марта 1994     | Копенгаген, Дания           | Ковёр(i) | Бретт Стивен      | Давид Приносил Удо Риглевски         | 6-3 6-4           |
| 4.  | 3 апреля 1994    | Осака, Япония               | Хард     | Сэндон Столл      | Дэвид Адамс Андрей Ольховский        | 6-4 6-4           |
| 5.  | 16 октября 1994  | Острава, Чехия              | Ковёр(i) | Карел Новачек     | Гэри Мюллер Пит Норвал               | 6-4 1-6 6-3       |
| 6.  | 5 марта 1995     | Роттердам, Нидерланды       | Ковёр(i) | Андерс Яррид      | Томас Карбонелл Франсиско Роиг       | 6-3 6-2           |
| 7.  | 19 марта 1995    | Санкт-Петербург, Россия     | Ковёр(i) | Андерс Яррид      | Евгений Кафельников Якоб Хласек      | 6-4 6-2           |
| 8.  | 13 октября 1996  | Пекин, Китай                | Ковёр(i) | Андрей Ольховский | Патрик Кюнен Гэри Мюллер             | 6-4 7-5           |
| 9.  | 13 апреля 1997   | Гонконг                     | Хард     | Даниэль Вацек     | Карстен Браш Джефф Таранго           | 6-3 6-4           |
| 10. | 20 апреля 1997   | Токио, Япония               | Хард     | Даниэль Вацек     | Джастин Гимелстоб Патрик Рафтер      | 2-6 6-2 7-6       |
| 11. | 9 ноября 1997    | Москва, Россия              | Ковёр(i) | Цирил Сук         | Дэвид Адамс Фабрис Санторо           | 6-4 6-3           |
| 12. | 8 февраля 1998   | Сплит, Хорватия             | Ковёр(i) | Иржи Новак        | Фредерик Берг Патрик Фредерикссон    | 7-6 6-2           |
| 13. | 1 марта 1998     | Лондон, Великобритания      | Ковёр(i) | Джим Грэбб        | Даниэль Вацек Евгений Кафельников    | 6-4 7-5           |
| 14. | 9 августа 1998   | Торонто, Канада             | Хард     | Джим Грэбб        | Рик Лич Эллис Феррейра               | 6-7 6-2 7-6       |
| 15. | 2 мая 1999       | Прага, Чехия                | Грунт    | Радек Штепанек    | Марк Кил Николас Лапентти            | 6-0 6-2           |
| 16. | 5 марта 2000     | Копенгаген, Дания (2)       | Хард(i)  | Давид Приносил    | Йонас Бьоркман Себастьян Ларо        | 6-1 5-7 7-5       |
| 17. | 14 мая 2000      | Рим, Италия                 | Грунт    | Доминик Хрбаты    | Евгений Кафельников Уэйн Феррейра    | 6-4 4-6 6-3       |
| 18. | 25 июня 2000     | Хертогенбос, Нидерланды     | Трава    | Цирил Сук         | Сэндон Столл Паул Хархёйс            | 6-4 6-7(5) 7-6(5) |
| 19. | 19 августа 2001  | Вашингтон, США              | Хард     | Давид Приносил    | Боб Брайан Майк Брайан               | 7-6(5) 6-3        |
| 20. | 14 октября 2001  | Вена, Австрия               | Хард(i)  | Радек Штепанек    | Иржи Новак Давид Рикл                | 6-3 6-2           |
| 21. | 10 марта 2002    | Делрей-Бич, США             | Хард     | Цирил Сук         | Дэвид Адамс Бен Эллвуд               | 6-4 6-7(5) [10-5] |
| 22. | 12 мая 2002      | Рим, Италия (2)             | Грунт    | Цирил Сук         | Уэйн Блэк Кевин Ульетт               | 7-5 7-5           |
| 23. | 23 июня 2002     | Хертогенбос, Нидерланды (2) | Трава    | Цирил Сук         | Брайан Макфи Паул Хархёйс            | 7-6(6) 6-7(6) 6-4 |
| 24. | 5 января 2003    | Доха, Катар                 | Хард     | Цирил Сук         | Даниэль Нестор Марк Ноулз            | 3-6 6-1 7-6(4)    |
| 25. | 22 июня 2003     | Хертогенбос, Нидерланды (3) | Трава    | Цирил Сук         | Дональд Джонсон Леандер Паес         | 7-5 7-6(4)        |
| 26. | 27 июля 2003     | Кицбюэль, Австрия           | Грунт    | Цирил Сук         | Юрген Мельцер Александр Пейя         | 6-4 6-4           |
| 27. | 11 января 2004   | Доха, Катар (2)             | Хард     | Цирил Сук         | Штефан Коубек Энди Роддик            | 6-2 6-4           |
| 28. | 20 июня 2004     | Хертогенбос, Нидерланды (4) | Трава    | Цирил Сук         | Ларс Бургсмюллер Ян Вацек            | 6-3 6-7(7) 6-3    |
| 29. | 17 октября 2004  | Вена, Австрия (2)           | Хард(i)  | Цирил Сук         | Мартин Родригес Гастон Этлис         | 6-7(4) 6-4 7-6(4) |
| 30. | 13 февраля 2005  | Марсель, Франция            | Хард(i)  | Радек Штепанек    | Даниэль Нестор Марк Ноулз            | 7-6(4) 7-6(5)     |
| 31. | 27 февраля 2005  | Дубай, ОАЭ                  | Хард     | Радек Штепанек    | Йонас Бьоркман Фабрис Санторо        | 6-2 6-4           |
| 32. | 19 февраля 2006  | Марсель, Франция (2)        | Хард(i)  | Радек Штепанек    | Даниэль Нестор Марк Ноулз            | 6-2 6-7(4) [10-3] |
| 33. | 25 июня 2006     | Хертогенбос, Нидерланды (5) | Трава    | Леандер Паес      | Арно Клеман Крис Хаггард             | 6-1 7-6(3)        |
| 34. | 10 сентября 2006 | Открытый чемпионат США      | Хард     | Леандер Паес      | Йонас Бьоркман Максим Мирный         | 6-7(5) 6-4 6-3    |
| 35. | 25 февраля 2007  | Роттердам, Нидерланды (2)   | Хард(i)  | Леандер Паес      | Александр Васке Андрей Павел         | 6-3 6-7(5) [10-7] |
| 36. | 18 марта 2007    | Индиан-Уэллз, США           | Хард     | Леандер Паес      | Энди Рам Йонатан Эрлих               | 6-4 6-4           |
| 37. | 17 февраля 2008  | Марсель, Франция (3)        | Хард(i)  | Павел Визнер      | Ив Аллегро Джефф Кутзе               | 7-6(0) 7-5        |
| 38. | 18 января 2009   | Окленд, Новая Зеландия      | Хард     | Роберт Линдстедт  | Скотт Липски Леандер Паес            | 7-5 6-4           |
| 39. | 8 февраля 2009   | Загреб, Хорватия (2)        | Хард(i)  | Роберт Линдстедт  | Рогир Вассен Кристофер Кас           | 6-4 6-3           |
| 40. | 9 августа 2009   | Вашингтон, США (2)          | Хард     | Роберт Линдстедт  | Марцин Матковский Мариуш Фирстенберг | 7-5 7-6(3)        |

#### Поражения (23)
| №   | Дата             | Турнир                       | Покрытие | Партнёр             | Соперники в финале              | Счёт               |
| 1.  | 7 марта 1993     | Копенгаген, Дания            | Ковёр(i) | Даниэль Вацек       | Дэвид Адамс Андрей Ольховский   | 3-6 6-3 3-6        |
| 2.  | 12 сентября 1993 | Открытый чемпионат США       | Хард     | Карел Новачек       | Рик Лич Кен Флэк                | 7-6(3) 4-6 2-6     |
| 3.  | 6 февраля 1994   | Марсель, Франция             | Ковёр(i) | Евгений Кафельников | Даниэль Вацек Ян Симеринк       | 7-6 4-6 1-6        |
| 4.  | 20 марта 1994    | Сарагоса, Испания            | Ковёр(i) | Карел Новачек       | Хенрик Хольм Андерс Яррид       | 5-7 2-6            |
| 5.  | 23 октября 1994  | Лион, Франция                | Ковёр(i) | Патрик Рафтер       | Евгений Кафельников Якоб Хласек | 7-6 6-7 6-7        |
| 6.  | 4 февраля 1996   | Загреб, Хорватия             | Ковёр(i) | Хендрик-Ян Давидс   | Менно Остинг Либор Пимек        | 3-6 6-7            |
| 7.  | 6 октября 1996   | Сингапур                     | Ковёр(i) | Андрей Ольховский   | Тодд Вудбридж Марк Вудфорд      | 6-7 6-7            |
| 8.  | 2 апреля 2000    | Майами, США                  | Хард     | Доминик Хрбаты      | Тодд Вудбридж Марк Вудфорд      | 3-6 4-6            |
| 9.  | 24 июня 2001     | Хертогенбос, Нидерланды      | Трава    | Цирил Сук           | Шенг Схалкен Паул Хархёйс       | 4-6 4-6            |
| 10. | 12 августа 2001  | Цинциннати, США              | Хард     | Давид Приносил      | Махеш Бхупати Леандер Паес      | 6-7(3) 3-6         |
| 11. | 3 марта 2002     | Акапулько, Мексика           | Грунт    | Давид Рикл          | Боб Брайан Майк Брайан          | 1-6 6-3 [2-10]     |
| 12. | 15 июня 2003     | Халле, Германия              | Трава    | Цирил Сук           | Йонас Бьоркман Тодд Вудбридж    | 3-6 4-6            |
| 13. | 24 августа 2003  | Лонг-Айленд, США             | Хард     | Цирил Сук           | Робби Кёниг Мартин Родригес     | 3-6 6-7(4)         |
| 14. | 29 февраля 2004  | Марсель, Франция (2)         | Хард(i)  | Цирил Сук           | Даниэль Нестор Марк Ноулз       | 5-7 3-6            |
| 15. | 22 мая 2005      | Санкт-Пёльтен, Австрия       | Грунт    | Мариано Худ         | Лукас Арнольд-Кер Пол Хенли     | 3-6 4-6            |
| 16. | 29 января 2006   | Открытый чемпионат Австралии | Хард     | Леандер Паес        | Боб Брайан Майк Брайан          | 6-4 3-6 4-6        |
| 17. | 7 января 2007    | Доха, Катар                  | Хард     | Леандер Паес        | Ненад Зимонич Михаил Южный      | 1-6 6-7(3)         |
| 18. | 1 апреля 2007    | Майами, США (2)              | Хард     | Леандер Паес        | Боб Брайан Майк Брайан          | 7-6(7) 3-6 [7-10]  |
| 19. | 24 июня 2007     | Хертогенбос, Нидерланды (2)  | Трава    | Леандер Паес        | Рогир Вассен Джефф Кутзе        | 6-3 6-7(5) [10-12] |
| 20. | 9 марта 2008     | Дубай, ОАЭ                   | Хард     | Павел Визнер        | Махеш Бхупати Марк Ноулз        | 5-7 6-7(7)         |
| 21. | 28 февраля 2009  | Дубай, ОАЭ (2)               | Хард     | Роберт Линдстедт    | Рик де Вуст Дмитрий Турсунов    | 6-4 3-6 [5-10]     |
| 22. | 10 мая 2009      | Оэйраш, Португалия           | Грунт    | Роберт Линдстедт    | Эрик Буторак Скотт Липски       | 3-6 2-6            |
| 23. | 13 июня 2010     | Халле, Великобритания (2)    | Трава    | Филип Полашек       | Сергей Стаховский Михаил Южный  | 6-4 5-7 [7-10]     |

### Финалы челленджеров и фьючерсов в парном разряде (17)

#### Победы (10)
| №   | Дата            | Турнир             | Покрытие | Партнёр             | Соперники в финале                | Счёт            |
| 1.  | 28 октября 1990 | Брест, Франция     | Хард(i)  | Гирт Джелде         | Пит Норвал Уэйн Феррейра          | 6-4 6-4         |
| 2.  | 17 февраля 1991 | Люнебург, Германия | Ковёр(i) | Радомир Вашек       | Давид Рикл Рихард Фогель          | 6-1 6-2         |
| 3.  | 3 марта 1991    | Люнебург, Германия | Ковёр(i) | Радомир Вашек       | Джон-Лаффни де Ягер Брендан Карри | 7-6 6-2         |
| 4.  | 24 марта 1991   | Лилль, Франция     | Ковёр(i) | Войцех Флегл        | Войтек Ковальский Аксель Хорнунг  | 6-3 6-4         |
| 5.  | 7 июля 1991     | Ньон, Швейцария    | Грунт    | Бранислав Станкович | Винс Ван Гелдерен Отис Смит       | 6-1 7-6         |
| 6.  | 20 октября 1991 | Каир, Египет       | Хард     | Давид Рикл          | Байрон Блэк Маркос Ондруска       | 6-2 6-3         |
| 7.  | 15 марта 1992   | Тунис, Тунис       | Грунт    | Дэвид Адамс         | Диего Перес Марсело Филиппини     | 7-6 6-1         |
| 8.  | 10 мая 1992     | Прага, ЧСФР        | Грунт    | Давид Рикл          | Юхан Карлссон Никлас Крун         | 6-2 6-0         |
| 9.  | 31 октября 1999 | Брест, Франция     | Хард(i)  | Максим Мирный       | Родольф Жильбер Лионель Ру        | 4-6 6-1 6-4     |
| 10. | 21 марта 2010   | Санрайз, США       | Хард     | Филип Полашек       | Лукаш Длоуги Леандер Паес         | 4-6 6-1 [13-11] |

#### Поражения (7)
| №  | Дата           | Турнир            | Покрытие | Партнёр       | Соперники в финале                             | Счёт           |
| 1. | 10 марта 1991  | Лилль, Франция    | Ковёр(i) | Войцех Флегл  | Войтек Ковальский Аксель Хорнунг               | 4-6 4-6        |
| 2. | 14 апреля 1991 | Рим, Италия       | Грунт    | Давид Рикл    | Маркос-Аурелио Горрис-Бонора Андрей Ольховский | 5-7 6-2 2-6    |
| 3. | 5 мая 1991     | Прага, ЧСФР       | Грунт    | Давид Рикл    | Стив Девриз Рихард Фогель                      | 6-2 1-6 4-6    |
| 4. | 28 июля 1991   | Варшава, Польша   | Грунт    | Давид Рикл    | Андрес Высанд Гирт Джелде                      | 4-6 6-2 3-6    |
| 5. | 1 марта 1992   | Ренн, Франция     | Ковёр(i) | Сэндон Столл  | Франсиско Монтана Кенни Торн                   | 4-6 6-3 3-6    |
| 6. | 8 марта 1992   | Сарагоса, Испания | Хард(i)  | Мерфи Дженсен | Дэвид Адамс Андрей Ольховский                  | 2-6 6-1 4-6    |
| 7. | 23 мая 2004    | Прага, Чехия      | Грунт    | Душан Кароль  | Кароль Кучера Цирил Сук                        | 3-6 7-6(5) 3-6 |

### Финалы турниров Большого шлема в смешанном парном разряде (1)

#### Поражения (1)
| №  | Год  | Турнир  | Покрытие | Партнёр     | Соперники в финале             | Счёт    |
| 1. | 2006 | US Open | Хард     | Квета Пешке | Боб Брайан Мартина Навратилова | 2-6 3-6 |

### Финалы командных турниров (1)

#### Поражение (1)
| №  | Год  | Турнир               | Команда                              | Соперник в финале                                          | Счёт |
| 1. | 2007 | Командный Кубок мира | Чехия · Т. Бердых, М. Дамм, Я. Гайек | Аргентина · Х. Акасусо, А. Кальери, Х. И. Чела, С. Прието, | 1-2  |

## История выступлений на турнирах
| Турнир                       | 1991          | 1992          | 1993          | 1994          | 1995          | 1996          | 1997          | 1998          | 1999          | 2000          | 2001          | 2002          | 2003          | 2004          | 2005          | 2006          | 2007          | 2008          | 2009     | 2010     | Итого  | В/П за карьеру |
| ---------------------------- | ------------- | ------------- | ------------- | ------------- | ------------- | ------------- | ------------- | ------------- | ------------- | ------------- | ------------- | ------------- | ------------- | ------------- | ------------- | ------------- | ------------- | ------------- | -------- | -------- | ------ | -------------- |
| Открытый чемпионат Австралии | НУ            | НУ            | 1К            | 1/2           | 2К            | 1/4           | 1/4           | НУ            | 1К            | 3К            | НУ            | 1/4           | 3К            | 2К            | 1К            | Ф             | 3К            | 1/4           | 2К       | 2К       | 0 / 16 | 31-16          |
| Открытый чемпионат Франции   | 1К            | 1К            | 1К            | 2К            | 1К            | НУ            | 2К            | НУ            | 1К            | 3К            | 1К            | 1/4           | 2К            | 1К            | 1/4           | 1К            | 2К            | 1К            | 1К       | 1К       | 0 / 18 | 12-18          |
| Уимблдонский турнир          | НУ            | 1К            | 1К            | 3К            | НУ            | 1К            | 1/2           | 3К            | 1К            | 2К            | 1К            | 1/4           | 1/4           | 3К            | 2К            | 1/2           | 1/4           | 1К            | 3К       | 3К       | 0 / 19 | 29-19          |
| Открытый чемпионат США       | НУ            | 1К            | Ф             | 1/4           | 2К            | 1К            | 3К            | 1/4           | 1К            | 3К            | 3К            | 1К            | 1/4           | 3К            | 3К            | П             | 1К            | 3К            | 3К       | 2К       | 1 / 19 | 36-18          |
| Кубок Мастерс                | НУ            | НУ            | НУ            | НУ            | НУ            | НУ            | НУ            | НУ            | НУ            | НУ            | -             | НУ            | КТ            | КТ            | НУ            | 1/2           | 1/2           | НУ            | НУ       |          | 0 / 4  | 3-11           |
| Олимпийские игры             | -             | НУ            | -             | -             | -             | НУ            | -             | -             | -             | НУ            | -             | -             | -             | 2К            | -             | -             | -             | 2К            | -        | -        | 0 / 2  | 2-2            |
| АТР Мастерс                  |               |               |               |               |               |               |               |               |               |               |               |               |               |               |               |               |               |               |          |          |        |                |
| Индиан-Уэллс                 | НУ            | НУ            | НУ            | НУ            | НУ            | НУ            | НУ            | НУ            | НУ            | 2К            | НУ            | 2К            | 1/4           | 1/4           | НУ            | 2К            | П             | 1К            | 1К       | 1К       | 1 / 9  | 11-8           |
| Майами                       | НУ            | НУ            | НУ            | НУ            | НУ            | 3К            | НУ            | НУ            | 1/4           | Ф             | НУ            | 2К            | 1/4           | 1/4           | 1К            | 1/4           | Ф             | 1/4           | 2К       | 2К       | 0 / 12 | 22-12          |
| Монте-Карло                  | НУ            | НУ            | НУ            | 2К            | НУ            | НУ            | НУ            | 1К            | 1К            | НУ            | НУ            | 1/4           | 1/4           | 1/2           | 1/4           | 2К            | НУ            | НУ            | НУ       | НУ       | 0 / 8  | 8-8            |
| Открытый чемпионат Италии    | НУ            | НУ            | НУ            | НУ            | 1К            | НУ            | НУ            | НУ            | 1К            | П             | НУ            | П             | 1/2           | 2К            | 2К            | НУ            | 1/2           | НУ            | НУ       | НУ       | 2 / 8  | 14-6           |
| Штутгарт/Мадрид              | НУ            | НУ            | НУ            | НУ            | НУ            | 1К            | НУ            | 1К            | НУ            | НУ            | 1/2           | 1/4           | 1/4           | 1/2           | 1/4           | 1К            | 2К            | 1К            | НУ       | НУ       | 0 / 10 | 8-10           |
| Монреаль/Торонто             | НУ            | 1К            | 2К            | 1/4           | 1К            | НУ            | 1К            | П             | 2К            | 1К            | 1К            | 2К            | 1/2           | 2К            | 1/4           | 1/2           | 1/4           | 2К            | НУ       | НУ       | 1 / 16 | 14-14          |
| Цинциннати                   | НУ            | НУ            | НУ            | 1К            | 1К            | 2К            | 1К            | 2К            | 1К            | 1/4           | Ф             | 1/2           | 1/4           | 2К            | 1/4           | 1/2           | 1/2           | 2К            | НУ       | НУ       | 0 / 15 | 16-15          |
| Шанхай                       | Не проводился | Не проводился | Не проводился | Не проводился | Не проводился | Не проводился | Не проводился | Не проводился | Не проводился | Не проводился | Не проводился | Не проводился | Не проводился | Не проводился | Не проводился | Не проводился | Не проводился | Не проводился | 1К       |          | 0 / 1  | 0-1            |
| Париж                        | НУ            | НУ            | НУ            | НУ            | НУ            | 1/4           | 2К            | 1К            | НУ            | НУ            | НУ            | 2К            | 1К            | 1/4           | 1К            | 1К            | 1К            | 1К            | 1К       |          | 0 / 11 | 4-11           |
| Открытый чемпионат Германии  | НУ            | НУ            | НУ            | НУ            | НУ            | НУ            | НУ            | НУ            | НУ            | 2К            | НУ            | НУ            | 1/4           | 2К            | НУ            | 1К            | 2К            | 1/4           | Не М1000 | Не М1000 | 0 / 6  | 3-6            |